# Pedras Altas
Pedras Altas is een gemeente in de Braziliaanse deelstaat Rio Grande do Sul. De gemeente telt 2.638 inwoners (schatting 2009).

## Aangrenzende gemeenten
De gemeente grenst aan Aceguá, Candiota, Herval en Pinheiro Machado.

### Landsgrens
En met als landsgrens aan de gemeente Centurión en Isidoro Noblía in het departement Cerro Largo met het buurland Uruguay.